# Anatom (wyspa)
Anatom (Aneityum) – wyspa należąca do republiki Vanuatu, wysunięta najdalej na południe z zamieszkanych wysp tego państwa. Administracyjnie wchodzi w skład prowincji Tafea. Obecnie zamieszkiwana przez ok. 900 osób.
Największa wioska na wyspie to Anelghowhat. Według szacunków, w momencie odkrycia wyspy przez Europejczyków w 1793 zamieszkiwało ją ok. 12 tys. tubylców. Choroby oraz pozyskiwanie niewolników (tzw. „blackbirding”) spowodowały drastyczny spadek zaludnienia. Wyspę otaczają rafy koralowe. Port lotniczy obsługujący Anatom znajduje się na położonej jeszcze dalej na południe niezamieszkanej wysepce Inyeug, skąd dwa razy w tygodniu kursują samoloty do Port Vila i na wyspę Tanna. Mieszkańcy wyspy posługują się językiem aneityum. Transport lotniczy zapewnia port lotniczy Anatom.